# Kiểm duyệt Internet ở Trung Quốc
Quốc hội Trung Quốc đã bỏ phiếu cho các luật về kiểm duyệt thông tin trên mạng Internet. Với luật này, chính quyền Trung Quốc đã sử dụng nhiều biện pháp khác nhau để thực hiện công tác kiểm duyệt, lọc thông tin thông qua các nhà cung cấp dịch vụ Internet (ISP).
Trên thực tế, việc kiểm duyệt không công bằng này trên toàn thế giới có thể được kiểm chứng bằng hiện tượng một số trang web hoàn toàn hoặc ở nhiều thời điểm không thể truy cập được, một số hoạt động kiểm duyệt chỉ mang tính tạm thời và thường thì bị "lách" qua khá dễ dàng. Mặt khác, việc kiểm duyệt thông tin trên Internet ở Trung Quốc, dựa trên một số mục tiêu xác định, và với sự hợp tác chủ động của các nhà cung cấp dịch vụ viễn thông lớn trong khu vực châu Á (như Google) nhằm chỉ cho phép tiếp cận những thông tin mà chính phủ Trung Quốc cho là tốt đẹp. Công cụ chính để kiểm duyệt Internet tại Trung quốc được gọi là "Phòng hỏa trường thành".
Các đặc khu hành chính của Trung Quốc ở Hồng Kông và Ma Cao nằm ngoài Bức tường lửa lớn của Trung quốc .Tuy nhiên, có báo cáo rằng các cơ quan chính phủ trung ương đã giám sát chặt chẽ việc sử dụng Internet ở các khu vực này.

## Bức tường lửa lớn của Trung Quốc
Phần bức tường lửa từ bên ngoài Trung Hoa đại lục của hệ thống này được biết đến dưới cái tên Bức tường lửa lớn của Trung Quốc. Được tạo bởi những bức tường lửa chuẩn trên các server proxy, hệ thống này chặn những nội dung bằng cách chặn một số địa chỉ IP router. Tuy nhiên, chính quyền không thể kiểm tra mọi lúc những hoạt động trao đổi thông tin trên Internet. Phương pháp này vì vậy mà có nhiều hạn chế.

## Kiểm duyệt về hình ảnh: Google.cn
Có hai phiên bản của trang Google (được xem là cổng vào web) ở Trung Quốc: Google.com (giao diện tiếng Hoa) và mới hơn là Google.cn. Về mặt giao diện thì hai trang này hoàn toàn giống nhau vì đều bằng tiếng Trung Quốc và cả hai đều có thể được truy cập từ Trung Quốc, mặc dù Google.com đã từng bị chặn tạm thời trong một thời gian trước đây. Những thử nghiệm dưới đây mà mỗi người có thể làm lấy là một truy vấn tìm kiếm hình ảnh theo từ khóa "Tiananmen" (Thiên An Môn), một địa điểm lịch sử và cũng là biểu tượng của sự đàn áp phong trào dân chủ của chính quyền Trung Quốc vào năm 1989.
- Tìm với Google.com
- Tìm với Google.cn. Từ tháng 3/2010, sau một thời gian dài thương lượng với chính quyền Trung Quốc không thành, trang google.cn chính thức bị cấm ở đại lục và được chuyển về google.com.hk (máy chủ đặt ở Hồng Kông[5])
- Tìm với Baidu.com, trang web tìm kiếm của Trung Quốc.

## Những trang mục tiêu của chương trình kiểm duyệt
Một số lượng lớn các trang web là mục tiêu của việc kiểm duyệt thông tin trên Internet tại Trung Quốc. Tuy nhiên cũng khó để có thể đưa ra một danh sách chính xác vì các trang web có thể truy cập được trong một số vùng dưới những tên khác.
- Những tin tức có nguồn gốc nước ngoài, đặc biệt là những trang có diễn đàn. BBC News, Hong Kong news là những trang được kiểm soát rất chặt chẽ.
- Những trang web và các thông tin về:

1. Cuộc biểu tình ở quảng trường Thiên An Môn vào năm 1989
2. Phong trào độc lập của Tây Tạng, và về Đạt-lai Lạt-ma
3. Phong trào độc lập của người Uyghur ở Tân Cương
4. Phong trào độc lập của Đài Loan
5. Những trang web chính thức của các Kitô giáo
6. Các trang web của người Hoa kiều như China Gate
7. Trang web Wikipedia trong tất cả các ngôn ngữ đều bị chặn (cho dù có một giai đoạn ngắn có thể truy cập được vào tháng 10 năm 2006). Thay vào vị trí của Wikipedia, bộ máy tìm kiếm của Trung Quốc Baidu đã tung ra Baidu Baike, một dạng của Wikipedia Trung Quốc được kiểm duyệt.
8. FreeBSD.org, hiện nay có thể truy cập được nhưng trước đây từng bị chặn (12/2005).
9. Trang của Pháp Luân Công và nhiều trang khác có nội dung về Pháp Luân Công
10. Trang Phóng viên không biên giới
11. Nhiều trang nhật ký trực tuyến khác cũng bị chặn.[5] Bắc Kinh muốn loại bỏ tất cả những Blogger vô danh. Người ta thống kê có khoảng 17,5 triệu người viết blog ở Trung Quốc.
12. Và một cách phổ biến hơn, tất cả những gì khơi gợi đến tính hợp pháp của Nhà nước Cộng hòa Nhân dân Trung Hoa, những trang web chỉ trích các lãnh đạo Trung Quốc (nghiêm trọng hơn những trang biếm họa đơn giản...) và những quan điểm trái ngược với nhà cầm quyền.

## Các cỗ máy tìm kiếm
Một số từ bị cấm trên các cỗ máy tìm kiếm trên mạng, cho dù là các trang tìm kiếm toàn cầu (Yahoo! và Google) hay là quốc gia như Baidu. Một số các truy vấn cho ra kết quả là một trang bị lỗi và việc lặp lại truy vấn đó sẽ dẫn tới việc chặn IP.
Thông thường, những từ bị cấm thường được đưa vào một cụm từ truy vấn. Chẳng hạn, nếu 法轮 (Pháp Luân - "Bánh xe công lý") bị chặn thì 法轮功 (Pháp Luân Công) và 转法轮 (Chuyển Pháp Luân - "Bánh xe công lý quay", tựa đề một tác phẩm của Lý Hồng Chí, người sáng lập Pháp Luân Công) cũng bị chặn.

## Kiểm duyệt tự động các trang web tại Trung Quốc
Việc chặn các trang web phương Tây không mấy hiệu quả thì khả năng kiểm duyệt các nguồn thông tin ở chính tại Trung Quốc lại hiệu quả hơn nhiều bởi vì chính quyền chỉ cần phát hiện bất kỳ trang nào là có thể bỏ tù người quản trị.
Mặc dù chính quyền không có đủ khả năng về nhân lực và kỹ thuật để giám sát tất cả những gì được trao đổi theo dạng tin nhắn nhanh và các diễn đàn, nỗi lo bị đóng của các nhà cung cấp dịch vụ buộc họ phải giám sát và chặn đứng mọi bình luận chính trị nhạy cảm và xóa bỏ chúng.
Ngoài ra, một số nhà cung cấp dịch vụ Internet còn áp dụng những chiến lược khác nhau: một trong số đó là bỏ qua những nội dung chính trị nhạy cảm và chỉ thu hồi khi có yêu cầu của chính quyền. Và như vậy những nội dung này có thể tồn tại trong vòng vài giờ, và người ta có thể đọc được trong một khoảng thời gian ngắn. Một khi lời bình luận bị xóa thì thông tin đã được công bố. Một ví dụ điển hình là vụ nổ một trường học vào năm 2001: các nhà chức trách địa phương muốn xóa bỏ thông tin rằng nguyên nhân của vụ nổ chính là pháo hoa thủ công mà các học sinh phải làm. Trong khoảng thời gian cần thiết cho các nhà chức trách địa phương yêu cầu xóa bỏ thông tin, thì nó đã lan đi khắp nơi.

## Giám sát và tuyên truyền
Tổ chức Giám sát nhân quyền quốc tế thông báo rằng Trung Quốc "có số nhà báo và những người bất đồng chính kiến trên mạng bị cầm tù nhiều nhất trên thế giới". Họ bị đi tù vì những tội bao gồm: liên lạc với các nhóm nước ngoài, ký vào các thư kêu gọi online, và kêu gọi cải cách và chống tham nhũng. Trung Quốc có chế độ kiểm duyệt Internet rất ngặt nghèo. Kiểm duyệt chính trị dưới dạng các tầng tầng lớp trong hệ thống cơ sở hạ tầng Internet, được biết dưới tên: "Great Firewall of China", hay "Dự án Giáp vàng" ngăn chặn các luồng thông tin giữa mạng thông tin bên ngoài và trong nội địa.
Trung Quốc cũng tuyển một đội ngũ bí mật những người chuyên bình luận trên mạng, sử dụng các phần mềm giám sát tối tân. Những bình luận viên mạng có nhiệm vụ hướng dẫn các thảo luận trên các diễn đàn mạng, chuyển các thảo luận này ra khỏi các chủ đề nhạy cảm, đồng thời đăng ý kiến dưới các tên ẩn hoặc tên giả . Công an mạng cũng xóa các bình luận (comment) chống chủ nghĩa cộng sản, và đăng các thông điệp ủng hộ chính phủ. Khi có sự kiện lớn xảy ra, như vụ tin đồn về ông Giang Trạch Dân, công an mạng cũng tăng cường kiểm duyệt trao đổi thông tin.

## Tổ chức kiểm duyệt
Việc chặn các trang web thường trở nên cứng rắn hơn trong những dịp đặc biệt. Một ví dụ là website của tờ New York Times đã được mở rào khi các nhà báo hỏi chủ tịch Giang Trạch Minh trong một cuộc phỏng vấn về những lý do của việc chặn trang web này, ông này đã trả lời là ông sẽ xem xét đến vấn đề này. Trong suốt hội nghị thượng đỉnh của APEC tại Thượng Hải vào năm 2001, các trang truyền thông thường vẫn bị chặn như CNN, NBC và Washington Post lại có thể truy cập được. Từ 2001, việc kiểm soát nội dung đã được nới lỏng ra nhiều, và ba trang web kể trên hiện nay đã có thể truy cập được từ Trung Quốc đại lục. Trên thực tế, phần lớn các trang thông tin đều truy cập được trừ một số nhỏ vẫn còn bị chặn, trong đó có BBC.
Các cơ quan chức năng của Trung Hoa đại lục thường ban hành các quy định về Internet, nhưng thường thì chúng không được đưa vào áp dụng hoặc bị lờ đi. Một trong những vấn đề lớn của việc đưa vào áp dụng những quy định là việc xác định hành lang pháp lý. Điều này dẫn đến rất nhiều tranh chấp giữa các bộ và các văn phòng trung ương và địa phương. Cơ quan thông tin của ban cố vấn nhà nước được giao trách nhiệm quản lý Internet nhưng nhiều cơ quan an ninh khác cũng đảm trách nhiệm vụ này.
Nhiều trường đại học bắt đầu nhận ra rằng việc chính quyền liên tiếp đưa ra các quy định mới về kiểm duyệt Internet là biểu hiện của sự thiếu thống nhất. Quả vậy, các quy định mới không bao giờ dựa trên những quy định cũ vốn đã bị lãng quên.

## Hỗ trợ kỹ thuật của các công ty nước ngoài đối với việc kiểm soát
Một chủ đề được quan tâm là tính hợp pháp của việc cung cấp các trang thiết bị phục vụ cho hoạt động kiểm soát ở Trung Quốc bởi các công ty nước ngoài. Một mặt, rõ ràng là các công ty làm giàu nhờ vào hoạt động kiểm soát này. Nhưng mặt khác, các trang thiết bị cung cấp bởi các công ty như Cisco Systems của Mỹ là cơ sở Internet chuẩn cho các dòng thông tin. Không có những trang thiết bị này, chính quyền đã không thể phát triển Internet như ngày nay.
Trong khi đó, các tổ chức bảo vệ quyền con người như Tổ chức Theo dõi Nhân quyền, các cơ quan truyền thông như Phóng viên không biên giới đã nhận ra rằng nếu những công ty này ngừng hỗ trợ kỹ thuật thì tính hiệu quả của việc kiểm soát sẽ giảm đi rất nhiều.
Một tình trạng tương tự đối với các nhà cung cấp dịch vụ tìm kiếm như Yahoo!, AOL và Google, đã tuân thủ những đòi hỏi của chính phủ, đưa vào các chương trình giám sát bên trong, với mục đích được cấp phép hoạt động tại Trung Quốc. Và như vậy, tuân thủ theo pháp luật, Microsoft cũng bắt đầu kiểm duyệt các blogs trên MSN Spaces của mình.
Ngược lại các websites giúp tránh được sự kiểm duyệt như Freenet và Peek-a-Booty lại bị chặn.

## Dân phải khai tên thật khi phát biểu trên mạng
Các trang web đăng tải tin tức ở Trung Quốc hiện phải tuân theo một lệnh bí mật của nhà nước là phải bắt buộc người sử dụng dùng tên thật của mình khi đưa lên ý kiến, phê bình, một hành động mà trước đây những người sử dụng và giới truyền thông đã cực lực phản đối, theo bản tin của tờ New York Times ngày 5/9/2009. Cho đến thời gian gần đây, người đọc có thể bày tỏ ý kiến của mình về các bản tin trên nhiều trang web mà không cần phải nêu tên, và thường thì cũng chẳng phải ghi danh thiết lập hồ sơ với công ty điều hành trang web, tuy rằng các trang này phải đọc hết những gì được tải lên, và những người tại lên mạng vẫn có thể bị dò ra qua địa chỉ IP.
Nhưng kể từ đầu tháng 8/2009, và hoàn toàn không được thông báo, các trang như Sina, Netease, Soh và hàng chục các trang khác bắt đầu yêu cầu những người sử dụng chưa ghi danh phải dùng tên thật và số căn cước của họ, theo lời các viên chức cao cấp ở những trang web này. Họ nói rằng đang phải thi hành một lệnh bí mật đưa ra vào cuối tháng 7/2009 của Bộ Thông tin, một trong số các cơ quan có trách nhiệm theo dõi sử dụng Internet ở Trung Quốc.
Biện pháp mới này không phải là hoàn toàn chính xác. Một ký giả đã có thể ghi danh trên một số trang web chính, dùng tên giả, số căn cước giả và số điện thoại di động giả. Nhưng đòi hỏi này đã đưa thêm một lớp kiểm soát mới đối với các trang nhà ở Trung Quốc, vốn đã bị công an theo dõi chặt chẽ. Thêm các biện pháp kiểm soát nữa cùng hình thức cũng nghe nói sắp sửa được thi hành. Và trong khi giới hữu trách bào chữa rằng biện pháp này là một phần của nỗ lực tạo "trách nhiệm xã hội" và "lịch sự" hơn trong thành phần sử dụng Internet, họ đã giữ kín và tìm cách kiểm duyệt những bài viết về vấn đề này, theo các chủ bút và những người trong giới truyền thông Trung Quốc.
Tờ Ta Kung Pao, một tờ báo Hồng Kông có khuynh hướng thân Bắc Kinh, là tờ báo đầu tiên tiết lộ quyết định của Hội đồng Bộ trưởng vào cuối tháng 7/2009. Nhưng bản tin này đã bị xóa khỏi trang web của tờ báo chỉ sau vài ngày. Các nhà kiểm duyệt Internet ở Trung Quốc tìm cách bắt buộc người sử dụng phải đưa ra tên thật của mình từ năm 2003, khi ra lệnh cho các quán cà phê Internet trong nước đòi hỏi khách hàng phải đưa ra thẻ căn cước, lấy lý do để kiểm soát không cho trẻ nhỏ sử dụng mà không có phép của phụ huynh.

## Nhà nước kiểm soát Web ngoại quốc
Ngày 12 tháng 1 năm 2010, Google nói sẽ ngưng việc kiểm duyệt các kết quả tìm kiếm trên mạng ở Trung Quốc và có thể phải đóng cửa trang Google.cn ở Trung Quốc vì các nỗ lực nhằm đột nhập vào các hộp thư Gmail của giới tranh đấu nhân quyền. Trong phản ứng chính thức đầu tiên của chính quyền Trung Quốc về lời cảnh cáo của Google rằng họ có thể phải rút ra khỏi quốc gia này, Bắc Kinh ngày 14 tháng 1 năm 2010 nói rằng các công ty Internet ngoại quốc được chào đón đến làm ăn ở quốc gia này nhưng phải theo luật lệ nhà nước và không cho thấy là sẽ có sự thỏa hiệp liên quan đến sự kiểm duyệt trên mạng.
Phát ngôn viên Bộ Ngoại giao Trung Quốc, Jiang Yu, trong khi không nhắc tên công ty Google, nói rằng Bắc Kinh cấm việc chiếm đoạt hay đọc lén thư điện tử, một trong những điều công ty Google nêu lên. Bà nói điều này khi trả lời các câu hỏi về Google trong cuộc họp báo thường xuyên. "Môi trường Internet của Trung Quốc cởi mở", Jiang nói. "Trung Quốc hân hoan chào đón các công ty Internet ngoại quốc đến làm ăn ở đây theo luật pháp." Jiang không nói là chính quyền Trung Quốc có thảo luận với công ty Google hay không. Tân Hoa xã trước đó nói rằng giới hữu trách đang tìm hiểu thêm về lời tuyên bố của Google.
Cơ quan ngôn luận của đảng Cộng sản Trung Quốc cảnh cáo các quốc gia phải theo sự kiểm soát của chính quyền giữa khi giới sử dụng Google tiếp tục viếng thăm văn phòng Google sang đến ngày thứ nhì và để lại hoa cùng các thông điệp bày tỏ sự ủng hộ đối với công ty. Ngày 13 tháng 1 năm 2010, Nhà Trắng được công ty Google thông báo về ý định của mình ở Trung Quốc. Phát ngôn viên Robert Gibbs nói rằng Tổng thống Barack Obama cho thấy rõ lập trường của ông về tự do Internet trong chuyến viếng thăm Trung Quốc vào tháng 11 năm 2009 khi nói với các sinh viên rằng sự trao đổi tin tức tự do giúp cho các quốc gia cường thịnh hơn.

## Phản ứng của Hoa Kỳ
Ngày 16 tháng 11 năm 2009, Tổng thống Hoa Kỳ Barack Obama nhẹ nhàng khuyên Trung Quốc nên chấm dứt tình trạng kiểm duyệt. Thông điệp của Tổng thống Obama đưa ra trong một cuộc gặp gỡ sinh viên đại học ở Thượng Hải, thủ đô kinh tế của Trung Quốc, chú trọng vào một vấn đề đang gây nhiều tranh cãi giữa chính phủ cộng sản Trung Quốc và Hoa Kỳ: vấn đề nhân quyền. Đây là điều Obama phải đưa ra một cách thật khéo léo và ông đã lót đường trước bằng các lời kêu gọi hợp tác, ca ngợi Trung Quốc trong khi bày tỏ sự nhún nhường về phía Hoa Kỳ.
"Tôi nghĩ càng có nhiều tin tức được tự do chia sẻ, xã hội lại càng vững mạnh hơn, vì nhờ đó mà dân chúng các quốc gia trên thế giới có thể buộc chính phủ của họ phải có trách nhiệm," ông nói với các sinh viên trong chuyến viếng thăm Trung Quốc đầu tiên. "Người dân có thể khởi sự tự có suy nghĩ cho chính mình." Obama sau đó bay đến Bắc Kinh nơi được đưa đến nhà khách Quốc gia Điếu Ngư Đài để gặp Chủ tịch Hồ Cẩm Đào. Đây là lần gặp thứ ba giữa hai nhân vật lãnh đạo này. Các vấn đề về thương mại, thay đổi khí hậu và kinh tế chiếm hầu hết thời giờ cho cuộc thảo luận. Hai nhà lãnh đạo. Họ dùng bữa tối với nhau tại nơi này và họp lại vào ngày 17 tháng 11 năm 2009.
Trong lời phát biểu với báo chí trước khi khởi sự cuộc nói chuyện, Hồ Cẩm Đào nhắc đến cuộc gặp gỡ giữa ông Obama và sinh viên ở Thượng Hải, nói rằng cuộc trao đổi rất "sống động." Obama cười hoan hỉ trong lúc Hồ Cẩm Đào ngỏ lời chào mừng và sau đó nói rằng "thế giới công nhận tầm mức quan trọng của mối quan hệ Hoa Kỳ-Trung Quốc" để giải quyết các vấn đề toàn cầu. Cuộc gặp gỡ của Obama ở Thượng Hải không được trực tiếp truyền hình khắp Trung Quốc mà chỉ được chiếu ở Thượng Hải và trên mạng Internet nhưng rất khó nghe.